# منتدى الدول المصدرة للغاز
منتدى الدول المصدرة للغاز (بالإنجليزية: Gas Exporting Countries Forum) هو منتدى ومنظمة حكومية دولية تأسست في 2001 في طهران (إيران)، ولكن يقع مقرها في الدوحة (قطر)، وأمين عام المنتدى هو الجزائري محمد حامل الذي تولى منصبه في 1 يناير 2022 خلفا للإيراني محمد حسين عادلي. يهدف المنتدى لحماية والدفاع على مصالح الدول المصدرة للغاز الطبيعي.
تتكون هذه المنظمة من 12 دولة و5 دول مراقبين. من بين الأعضاء، أكبر 5 مصدرين للغاز الطبيعي (روسيا، إيران، قطر، فنزويلا، الجزائر) الذين يسيطرون 73% من الاحتياطي العالمي، و42% من الإنتاج.

## الهيكل التنظيمي
أعلى هيئة في المنتدي هو الاجتماع الوزاري. بين هذه الاجتماعات الوزارية، ينظم عمل المنتدى الأمانة العامة، التي يقع مقرها في الدوحة في قطر. في 2009، كان رئيس المنظمة عبد الله بن حمد العطية ونائبه هو شكيب خليل.

### الأمناء العامون
| الأمين العام      | الدولة  | بداية العهدة  | نهاية العهدة           |
| ----------------- | ------- | ------------- | ---------------------- |
| ليونيد بوخانوفسكي | روسيا   | 9 ديسمبر 2009 | 1 يناير 2014 (ولايتين) |
| محمد حسین عادلي   | إيران   | 1 يناير 2014  | يناير 2022             |
| محمد حامل         | الجزائر | 1 يناير 2022  | حتى الآن               |

### الإجتماعات الوزارية
يقوم المنتدى باجتماعات وزارية منذ تأسيسه في 2001:
| المكان                           | التاريخ |
| -------------------------------- | ------- |
| طهران - إيران                    | 2001    |
| الجزائر العاصمة - الجزائر        | 2002    |
| الدوحة - قطر                     | 2003    |
| القاهرة - مصر                    | 2004    |
| بورت أوف سبين - ترينيداد وتوباغو | 2005    |
| الدوحة - قطر                     | 2007    |
| موسكو - روسيا                    | 2008    |
| الدوحة - قطر                     | 2009    |
| الدوحة - قطر                     | 2009    |
| وهران - الجزائر                  | 2010    |
| الدوحة - قطر                     | 2010    |
| القاهرة - مصر                    | 2011    |
| الدوحة - قطر                     | 2011    |
| مالابو - غينيا الاستوائية        | 2012    |
| طهران - إيران                    | 2013    |
| الدوحة - قطر                     | 2014    |
| طهران - إيران                    | 2015    |

### القمم
| القمة         | الدولة                    | التاريخ        |
| ------------- | ------------------------- | -------------- |
| القمة الأولى  | الدوحة - قطر              | 15 نوفمبر 2011 |
| القمة الثانية | موسكو - روسيا             | 1 يوليو 2013   |
| القمة الثالثة | طهران - إيران             | 23 نوفمبر 2015 |
| القمة الرابعة | سانتا كروز - بوليفيا      | 24 نوفمبر 2017 |
| القمة الخامسة | مالابو - غينيا الاستوائية | 26 نوفمبر 2019 |
| القمة السادسة | الدوحة - قطر              | 20 فبراير 2022 |
| القمة السابعة | الجزائر - الجزائر         | 2 مارس 2024    |

رفضت القمة السابعة لمنتدى الدول المصدرة للغاز، التي عقدت بالجزائر في مارس 2024، وضع سقف لأسعار الغاز بدوافع سياسية، معتبرة أن ذلك "يؤدي إلى تفاقم التضييق على الأسواق ويساهم في تثبيط الاستثمارات اللازمة لتلبية الطلب العالمي المتزايد على الطاقة". بدوره أكد الجزائري محمد حامل، الأمين العام لمنتدى الدول المصدرة للغاز، أن مستقبل صناعة الغاز الطبيعي لا يزال ناصعا خاصة أن المنتدى يمثل حوالي 70% من الاحتياطات العالمية للغاز مشيرا إلى أن الطلب على الغاز سيتزايد 43%.

## الأعضاء
الدول 12 عضوا في المنتدى هم:
أفريقيا:
- الجزائر
- مصر
- ليبيا
- نيجيريا
- غينيا الاستوائية

الشرق الأوسط:
- إيران
- قطر
- عُمان

أمريكا الجنوبية:
- فنزويلا
- بوليفيا
- ترينيداد وتوباغو

أوروبا:
- روسيا

يضاف إليهم 5 دول لديهم صفة مراقب وهم:
- العراق
- كازاخستان
- هولندا
- النرويج
- عُمان
- بيرو

## مقالات ذات صلة
- منظمة الدول المصدرة للنفط
- غاز طبيعي
- أمن طاقي
- قوة طاقية

## روابط خارجية
- الموقع الرسمي.